# William H. Crook
Pour les articles homonymes, voir William Crook.
William H. Crook (15 octobre 1839 - 13 mars 1915) est l'un des gardes du corps du président Abraham Lincoln, en 1865,. Après l'assassinat d'Abraham Lincoln, alors qu'il n'était pas en service, il continue à travailler à la Maison-Blanche durant plus de 50 ans, au service de 12 présidents,

## Carrière
Même au plus fort de la guerre civile américaine, la sécurité présidentielle était laxiste. Des foules de gens entraient chaque jour à la Maison-Blanche. « Les portes d'entrée et toutes les portes du manoir, du côté de Pennsylvania, étaient ouvertes à toute heure du jour et, souvent, très tard dans la soirée. ». Lincoln finit par céder aux inquiétudes pour sa sécurité en novembre 1864 et quatre gardes du corps lui sont affectés, 24 heures sur 24. Lorsque l'un d'eux est réaffecté au poste de portier de la Maison-Blanche, William H. Crook, alors membre de la police de Washington et ancien soldat de l'Armée de l'Union, est choisi pour le remplacer, à compter du 4 janvier 1865. Le fils de Lincoln, Tad, avait un trouble de la parole et appelait, William H. Crook, Took. Lorsque William H. Crook est de nouveau recruté, il va voir le président, qui s'est arrangé pour le garder à son service.
Le 14 avril 1865, William H. Crook commence son service à 8 heures du matin. Il doit être relevé par John Frederick Parker à 16 heures, mais celui-ci a plusieurs heures de retard. Lincoln avait dit à William H. Crook qu'il rêvait, depuis trois nuits consécutives, d'être assassiné. William H. Crook essaie de persuader le président de ne pas assister à la représentation de la pièce de théâtre, Our American Cousin, au Théâtre Ford, ce soir-là, ou du moins de lui permettre d'y aller comme garde du corps supplémentaire, mais Lincoln lui déclare avoir promis à sa femme qu'ils iraient. Alors que Lincoln part pour le théâtre, il se tourne vers Crook et lui dit : « Au revoir, Crook ». Auparavant, Lincoln lui avait toujours dit : « Bonne nuit, Crook ». Crook se souvient plus tard : « C'était la première fois qu'il négligeait de me dire Bonne nuit et c'était la seule fois qu'il me disait Au revoir. J'y ai pensé à ce moment-là et, quelques heures plus tard, quand la nouvelle s'est répandue à Washington qu'il avait été abattu, ses derniers mots ont été tellement gravés dans mon être qu'ils ne pourront jamais être oubliés »,,. William H. Crook accuse alors Parker d'avoir quitté son poste, au théâtre, sans permission.
William H. Crook a également servi de garde du corps pour le successeur de Lincoln, Andrew Johnson. C'est lui qui a annoncé au président en cause qu'il avait été acquitté lors de son procès pour impeachment (en), en mai 1868.
Lorsque son bon ami, Ulysses S. Grant, devient président, il nomme Crook, greffier exécutif du Président des États-Unis (en), en 1870, puis officier en chef des dépenses, en 1877, cette dernière fonction étant le poste qu'il occuperait pour le reste de sa carrière,. Le 5 janvier 1915, le président Woodrow Wilson et les membres du personnel de la Maison-Blanche célèbrent ses 50 ans de service et lui offrent une canne,.
William H. Crook a écrit ses mémoires dans le livre Through Five Administrations: Reminiscences of Colonel William H. Crook, Body-Guard to President Lincoln. Il couvre six administrations, de Lincoln à Chester A. Arthur, bien que James A. Garfield et Arthur soient traités dans un seul chapitre.

## Décès
William H. Crook meurt dans sa pension de famille, en 1915, après avoir été malade d'une pneumonie aiguë pendant plus d'une semaine. Ses épouses, Jane Catherine Rodbird (1846-1895) et Clara Robey (1855-1911) l'ont précédé dans la tombe. Il est inhumé au cimetière national d'Arlington. Le président Wilson a assisté aux funérailles,.

### Source de la traduction
- (en) Cet article est partiellement ou en totalité issu de l’article de Wikipédia en anglais intitulé « William H. Crook » (voir la liste des auteurs).